# NGC 3493
NGC 3493 é uma galáxia espiral barrada (SBc) localizada na direcção da constelação de Leo Minor. Possui uma declinação de +27° 43' 12" e uma ascensão recta de 11 horas, 01 minutos e 27,8 segundos.
A galáxia NGC 3493 foi descoberta em 24 de Dezembro de 1827 por John Herschel.